# 竹浦郵便局
竹浦郵便局（たけうらゆうびんきょく）は北海道白老郡白老町にある郵便局。

## 所在地
住所：〒059-0642 北海道白老郡白老町字竹浦33-4

## 沿革
- 1902年（明治35年）12月10日 - 敷生郵便局開設。当時は敷生村全域が集配事務範囲だった。
- 1920年（大正9年）12月 - 敷生村大火により、局舎類焼。
- 1924年（大正13年）
  - 3月26日 - 電信・電話取扱開始。
  - 7月13日 -　電信・電話取扱開始を記念した祝賀会挙行。
- 1932年（昭和7年）
  - 7月22日 - 局舎類焼。青年会館を仮局舎として、業務続行。
  - 12月20日 - 敷生30に新局舎落成・移転。
- 1942年（昭和17年）
  - 8月1日 - 字名改正により、竹浦郵便局に改称。
  - 12月1日 - 電話交換業務開始。これは、旧日本陸軍飛行場、司令部などとの通信連絡のため。この当時の加入者は、その軍関係者と日本通運の2者のみだった。
- 1947年（昭和22年）9月21日 - 萩野・虎杖浜両郵便局の集配事務開始により、両地区の集配業務を廃止。
- 1963年（昭和38年）2月25日 - 電話交換業務を虎杖浜郵便局に統合し、本郵便局での電話交換業務を廃止。
- 1971年（昭和46年）12月20日 - 現在地に新局舎建築。
- 1985年（昭和60年）11月17日 - 集配業務を虎杖浜郵便局に統合し、無集配郵便局になる。

## 取扱内容
- 郵便、印紙、ゆうパック、内容証明
- 貯金、為替、振替、振込、国債、投資信託
  - 国際送金、外貨両替・トラベラーズチェック、財形定額貯金、確定拠出年金は扱わない。
- 生命保険、バイク自賠責保険。
  - 自動車保険、がん保険、引受条件緩和型医療保険は扱わない。
- ゆうちょ銀行ATM

## 定休日
- 窓口…土曜日・日曜日・祝日・年末年始
- ATM…土曜日午後・日曜日・祝日・正月3ヶ日

## アクセス
- JR室蘭本線竹浦駅から、徒歩約290m・約5分
- 道南バス登別温泉苫小牧市立病院線「竹浦」バス停から、徒歩約110m・約2分
- 駐車場：3台分

## 周辺
- 国道36号（室蘭街道）
- 本通町内会館

## 参考資料
- 『新白老町史』(白老町・1992年11月3日発行)下巻734～735頁「第9編交通と通信 第2章通信と電気事業 第二節各郵便局」の竹浦郵便局の項